# Porsche Carrera Cup France 2013
Navigation
2012 2014
La Porsche Carrera Cup France 2013 est la 27e saison de ce championnat qui a lieu dans le cadre du GT Tour

## Repères de débuts de saison
Système de points
| Système de Points | Système de Points | Système de Points | Système de Points | Système de Points | Système de Points | Système de Points | Système de Points | Système de Points | Système de Points | Système de Points | Système de Points | Système de Points | Système de Points | Système de Points | Système de Points |
| Position          | Position          | Position          | Position          | Position          | Position          | Position          | Position          | Position          | Position          | Position          | Position          | Position          | Position          | Position          |                   |
| 1er               | 2eme              | 3eme              | 4eme              | 5eme              | 6eme              | 7eme              | 8eme              | 9eme              | 10eme             | 11eme             | 12eme             | 13eme             | 14eme             | 15eme             |                   |
| ----------------- | ----------------- | ----------------- | ----------------- | ----------------- | ----------------- | ----------------- | ----------------- | ----------------- | ----------------- | ----------------- | ----------------- | ----------------- | ----------------- | ----------------- | ----------------- |
| 20                | 18                | 16                | 14                | 12                | 10                | 9                 | 8                 | 7                 | 6                 | 5                 | 4                 | 3                 | 2                 | 1                 |                   |

1 point supplémentaire est attribué à l'auteur de la pole position et autre à l'auteur du meilleur tour en course. Le système est le même pour le championnat B (amateurs).
Nouveautés
- Le championnat partage 2 meetings avec la Porsche Carrera Cup Italia, l'un au Mugello, l'autre à Magny-Cours, le format change en fonction du championnat hôte (la Porsche Cup Italienne au Mugello et la Française à Magny-Cours).

## Engagés
| Equipe                               | Voiture             | No. | Pilote               | Cat. | Manches |
| ------------------------------------ | ------------------- | --- | -------------------- | ---- | ------- |
| Sébastien Loeb Racing                | Porsche 997 GT3 Cup | 1   | Côme Ledogar         | A    | 1-3     |
| Sébastien Loeb Racing                | Porsche 997 GT3 Cup | 2   | Maxime Jousse        | A    | 1-3     |
| Sébastien Loeb Racing                | Porsche 997 GT3 Cup | 3   | Christian Bottemanne | B    | 1-3     |
| Sébastien Loeb Racing                | Porsche 997 GT3 Cup | 4   | Sacha Bottemanne     | A    | 1-3     |
| Sébastien Loeb Racing                | Porsche 997 GT3 Cup | 911 | Christophe Lapierre  | B    | 1-3     |
| Racing Technology                    | Porsche 997 GT3 Cup | 5   | Lonni Martins        | A    | 1-3     |
| Racing Technology                    | Porsche 997 GT3 Cup | 7   | Vincent Beltoise     | A    | 1-3     |
| Racing Technology                    | Porsche 997 GT3 Cup | 9   | Benjamin Lariche     | A    | 1-3     |
| Racing Technology                    | Porsche 997 GT3 Cup | 11  | Tony Samon           | B    | 1-3     |
| Box Storage                          | Porsche 997 GT3 Cup | 8   | Olivier Lombard      | A    | 1-3     |
| Box Storage                          | Porsche 997 GT3 Cup | 73  | Philippe Colançon    | B    | 1-3     |
| Pro GT by Alméras                    | Porsche 997 GT3 Cup | 10  | Romain Monti         | A    | 1-2     |
| Pro GT by Alméras                    | Porsche 997 GT3 Cup | 11  | Matthieu Vaxivière   | A    | 3       |
| Tsunami RT                           | Porsche 997 GT3 Cup | 13  | Oleksander Gaidai    | B    | 1-3     |
| Tsunami RT                           | Porsche 997 GT3 Cup | 19  | Paul-Loup Chatin     | A    | 1-3     |
| Speed Lover                          | Porsche 997 GT3 Cup | 17  | Rik Renmans          | B    | 1       |
| Speed Lover                          | Porsche 997 GT3 Cup | 17  | Jean Glorieux        | B    | 3       |
| Graff Racing                         | Porsche 997 GT3 Cup | 29  | Eric Trouillet       | B    | 1-2     |
| Nourry compétition                   | Porsche 997 GT3 Cup | 33  | Jim Pla              | A    | 1-3     |
| Nourry compétition                   | Porsche 997 GT3 Cup | 55  | Andrea Barlesi       | A    | 1-3     |
| Nourry compétition                   | Porsche 997 GT3 Cup | 66  | Michel Nourry        | B    | 1-3     |
| Nourry compétition                   | Porsche 997 GT3 Cup | 66  | Philippe Arrobio     | B    | 1,3     |
| CRT by A-Style                       | Porsche 997 GT3 Cup | 38  | Gaël Castelli        | A    | 1-3     |
| Racing Motor Services                | Porsche 997 GT3 Cup | 74  | Bruno Strazzer       | B    | 3       |
| Non inscrits au championnat français |                     |     |                      |      |         |
| Ebimotors                            | Porsche 997 GT3 Cup | 4   | Alberto Cerqui       | A    | 3       |
| Ebimotors                            | Porsche 997 GT3 Cup | 78  | Nicola Benucci       | B    | 3       |
| Ebimotors                            | Porsche 997 GT3 Cup | 84  | Alberto de Amicis    | B    | 3       |
| Ebimotors                            | Porsche 997 GT3 Cup | 90  | Davide Roda          | B    | 3       |
| Antonelli Motorsport                 | Porsche 997 GT3 Cup | 7   | Massimo Monti        | A    | 3       |
| Antonelli Motorsport                 | Porsche 997 GT3 Cup | 9   | Edoardo Liberati     | A    | 3       |
| Antonelli Motorsport                 | Porsche 997 GT3 Cup | 11  | Gianluca Giraudi     | A    | 3       |
| Antonelli Motorsport                 | Porsche 997 GT3 Cup | 52  | Angelo Proietti      | B    | 3       |
| Antonelli Motorsport                 | Porsche 997 GT3 Cup | 63  | Pietro Negra         | B    | 3       |
| Antonelli Motorsport                 | Porsche 997 GT3 Cup | 77  | Nicolo Granzotto     | B    | 3       |
| GDL Racing                           | Porsche 997 GT3 Cup | 16  | Alessandro Cicognani | A    | 3       |
| GDL Racing                           | Porsche 997 GT3 Cup | 58  | Vittorio Bagnasco    | B    | 3       |
| Heaven Motorsport                    | Porsche 997 GT3 Cup | 17  | Enrico Fulgenzi      | A    | 3       |
| Heaven Motorsport                    | Porsche 997 GT3 Cup | 69  | Stefano Sala         | B    | 3       |
| Krypton Motorsport                   | Porsche 997 GT3 Cup | 55  | Giacomo Scanzi       | B    | 3       |
| Krypton Motorsport                   | Porsche 997 GT3 Cup | 66  | Fabrizio Bignotti    | B    | 3       |
| MIK Events                           | Porsche 997 GT3 Cup | 67  | Alex de Giacomi      | B    | 3       |
| Kinetic Racing                       | Porsche 997 GT3 Cup | 99  | Mikhail Spiridonov   | B    | 3       |

| Icône | Catégorie                |
| ----- | ------------------------ |
| A     | Championnat A            |
| B     | Championnat B (amateurs) |

## Calendrier de la saison 2013
| Manche | Manche | Date        | Événement                  | Circuit                       | Lieu         | Pays                         |
| ------ | ------ | ----------- | -------------------------- | ----------------------------- | ------------ | ---------------------------- |
| 1      | C1     | 27 avril    | GT Tour Le Mans            | Circuit Bugatti               | Le Mans      | Pays de la Loire, France     |
| 1      | C2     | 28 avril    | GT Tour Le Mans            | Circuit Bugatti               | Le Mans      | Pays de la Loire, France     |
| 2      | C1     | 19 mai      | Grand Prix de Pau          | Circuit de Pau-Ville          | Pau          | Aquitaine, France            |
| 2      | C2     | 20 mai      | Grand Prix de Pau          | Circuit de Pau-Ville          | Pau          | Aquitaine, France            |
| 3      | C1     | 7 juillet   | ACI/CSAI Racing Weekend    | Circuit du Mugello            | Scarperia    | Italie                       |
| 3      | C2     | 7 juillet   | ACI/CSAI Racing Weekend    | Circuit du Mugello            | Scarperia    | Italie                       |
| 4      | C1     | 7 septembre | GT Tour Magny-Cours        | Circuit de Nevers Magny-Cours | Magny-Cours  | Bourgogne, France            |
| 4      | C2     | 8 septembre | GT Tour Magny-Cours        | Circuit de Nevers Magny-Cours | Magny-Cours  | Bourgogne, France            |
| 5      | C1     | 12 octobre  | GT Tour Lédenon            | Circuit de Lédenon            | Lédenon      | Languedoc-Roussillon, France |
| 5      | C2     | 13 octobre  | GT Tour Lédenon            | Circuit de Lédenon            | Lédenon      | Languedoc-Roussillon, France |
| 6      | C1     | 26 octobre  | Finale GT Tour Paul-Ricard | Circuit Paul Ricard           | Le Castellet | Provence, France             |
| 6      | C2     | 27 octobre  | Finale GT Tour Paul-Ricard | Circuit Paul Ricard           | Le Castellet | Provence, France             |

## Résultats de la saison 2013
| Manche | Manche | Événement                  | Pole position       | Meilleur tour      | Pilotes vainqueurs | Équipe gagnante       | Vainqueur "B"        |
| ------ | ------ | -------------------------- | ------------------- | ------------------ | ------------------ | --------------------- | -------------------- |
| 1      | C1     | GT Tour Le Mans            | Jim Pla             | Lonni Martins      | Côme Ledogar       | Sébastien Loeb Racing | Christophe Lapierre  |
| 1      | C2     | GT Tour Le Mans            | Lonni Martins       | Vincent Beltoise   | Lonni Martins      | Racing Technology     | Oleksander Gaidai    |
| 2      | C1     | Grand Prix de Pau          | Maxime Jousse       | Côme Ledogar       | Maxime Jousse      | Sébastien Loeb Racing | Christian Bottemanne |
| 2      | C2     | Grand Prix de Pau          | Côme Ledogar        | Gaël Castelli      | Côme Ledogar       | Sébastien Loeb Racing | Christophe Lapierre  |
| 3      | C1     | ACI/CSAI Racing Weekend    | Gianluca Giraudi    | Matthieu Vaxivière | Lonni Martins      | Racing Technology     | Oleksander Gaidai    |
| 3      | C2     | ACI/CSAI Racing Weekend    | Lonni Martins       | Massimo Monti      | Lonni Martins      | Racing Technology     | Oleksander Gaidai    |
| 4      | C1     | GT Tour Magny-Cours        | Vincent Beltoise    |                    | Maxime Jousse      | Sébastien Loeb Racing | Alberto de Amicis    |
| 4      | C2     | GT Tour Magny-Cours        | Côme Ledogar        |                    | Gianluca Giraudi   | Antonelli Motorsport  | Christophe Lapierre  |
| 5      | C1     | GT Tour Lédenon            | Matthieu Vaxivière  |                    | Gaël Castelli      | CRT by A-Style        | Christophe Lapierre  |
| 5      | C2     | GT Tour Lédenon            | Christophe Lapierre |                    | Lonni Martins      | Racing Technology     | Tony Samon           |
| 6      | C1     | Finale GT Tour Paul-Ricard | Kévin Estre         |                    | Kévin Estre        | Attempto Racing       | Oleksander Gaidai    |
| 6      | C2     | Finale GT Tour Paul-Ricard | Kévin Estre         |                    | Kévin Estre        | Attempto Racing       | Oleksander Gaidai    |

## Classement saison 2013
| Position | Nom           | Points |
| -------- | ------------- | ------ |
| 1        | Gaël Castelli | 176    |
| 2        | Lonni Martins | 172    |
| 3        | Jim Pla       | 171    |